# 陈颙 (地球物理学家)
陈颙（1942年12月31日—），男，籍贯江苏宿迁，生于重庆，中国地球物理学家，中国地震局研究员。曾任国家地震局副局长、地球物理研究所所长，国际地震学和地球内部物理学会（IAPEI）的地震预报和地震灾害委员会主席。

## 生平
1965年毕业于中国科学技术大学地球物理系。1993年当选为中国科学院院士。2000年当选为第三世界科学院院士。